# ثورة العشرين
ثورة العشرين ثورة اندلعت في العراق في شهر أيار/ مايو 1920م، ضد الاحتلال البريطاني، وسياسة تهنيد العراق، تمهيداً لضمه إلى بريطانيا، وواحدة من سلسلة الانتفاضات التي حدثت في الوطن العربي، جراء عدم إيفاء دول الحلفاء بالوعود المقطوعة للعرب بنيل الاستقلال كدولة عربية واحدة من دولة الخلافة العثمانية، وتعد هذه الثورة الحدث الأهم والأول الذي مَهَّدَ لبناء دولة العراق الحديث.
اتخذت الثورة في بادئ الأمر شكل مظاهرات من قبل أهالي بغداد. ولقد انطلقت المظاهرات من تجمع الأعيان والأهالي في جامع الحيدرخانة الذي شهد بداية الثورة في بغداد، ثم المواجهات المسلحة وانتشرت في مناطق متعددة بالعراق.ومن ابرز مشايخ الثورة شعلان ابو جون والشيخ بريد ال جحيل والشيخ حسين الصندوح

## أسباب قيام الثورة

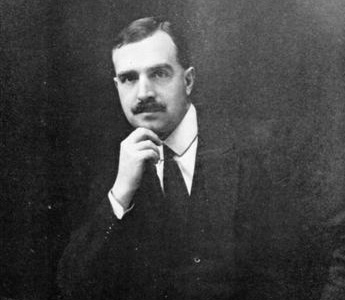
السير آرنولد ويلسون الحاكم البريطاني على العراق مابين عامي 1918 - 1920

### الأسباب المباشرة
- اعتاد العراقيون خلال فترة حكم الدولة العثمانية لهم على أن يفعلوا ما يشاؤون وبلا تدخل من السلطات المعنية بأمورهم إلا فيما يخص استحصال الضرائب وهو أشبه ما يكون بالحكم السائب وقد ألِف سكان العراق هذا النمط من الحكم طيلة الحكم العثماني لهم حتى اعتادوا ذلك.[12] أضف إلى ذلك أن الموظفين الحكوميين في العهد العثماني تساهلوا في تطبيق الأنظمة والقوانين تحت تأثير الرشوة أو الواسطة ورضي الناس بذلك كل الرضا.[13] ولهذا لما جاء الإنجليز شهد الناس نظاما للحكم كان يعتبر غريبا عما ألفوه طوال قرون من الحكم العثماني؛ إذ شهدوا في العهد الجديد صرامة شديدة في تطبيق القوانين وقل تأثير الرشوة والواسطة في هذا العهد.[13]
- حدوث التضخم النقدي وما أدى من بعده إلى ارتفاع في الأسعار في العراق.[14]
- عندما احتل البريطانيون العراق اتبعوا سياسة عشائرية مختلفة عما كانت تتبعها الدولة العثمانية في أيام حكمها، حيث كانت تتبع سياسة التفريق بين العشائر عن طريق إشاعة التفريق والنزاع فيما بينها، بينما طبق الإنجليز سياسة مختلفة وهي اختيار شيخ واحد من كل منطقة في العراق أو كل عشيرة كبيرة فيه وتدعمه بالمال والسلاح وبكل ما يلزمه لكي يكون المسؤول أمامهم عن الأمن والنظام في منطقته أي المنطقة التي تخضع لنفوذ هذا الشيخ.[15] وقد أثارت هذه السياسة الجديدة التي اتبعها الإنجليز الكثير من الامتعاض والغضب لدى رؤساء العشائر، والذين أجبروا لأن يخضعوا لرئيس عشيرة يفرضه الإنجليز عليهم دون سواهم.[16]
- نقص العدالة والمساواة التي قام الإنجليز بتطبيقها أثناء حكمهم للعراق وعدم التفريق بين السكان بين كبير أو صغير.[17]
- قرارات بعض الحكام السياسيين ومعاونيهم من الإنجليز الذين تولّوا مناصب الحكم في ألوية العراق وأقضيته.[17]

### دور الأفندية
- كان الأفندية في العهد العثماني يشغلون طبقة الموظفين الحكوميين والضباط وعند مجيء البريطانيين إلى العراق فقد الكثير منهم مناصبهم وصاروا بلا مورد رزق ولا وظيفة، وقد اضطر معظمهم لبيع كل ما يملكون في سبيل العيش.[18] وقد لعب الأفندية دورا مهما في إثارة الناس على الإنجليز وإشاعة التذمر فيما بينهم لما كانوا يملكونه من خلفية ثقافية عالية إذا ما قورنت ببقية الشعب الذي كان في غالبه من الأميين.[19]}}
- حصول تعاون ما بين طبقة الأفندية وما بين طبقة رجال الدين الشيعة.[20]
- عدم تنفيذ الإنجليز ما وعدوا به السكان أثناء احتلالهم للعراق من إنشاء دولة مستقلة.[21]
- تقلب الشعراء والكتاب بعد ما كانوا يطنبون في مدح الإنجليز صاروا يشكون من ظلمهم وتعسفهم وذلك مسايرة للرأي العام الذي كان سائدا بين سكان العراق والذي كان ضد الإنجليز بشكل عام.[22]

### الدعاية الخارجية
كانت هناك دعايات مناوئة للحكم الإنجليزي للعراق تنتشر بين السكان وتنشر التذمر بينهم ومن أبرز محطات الدعاية الآتية من الخارج إلى الداخل العراقي هي:
- الدعاية الآتية من سوريا: حيث كان هنالك حكومة وطنية برئاسة الملك فيصل الأول وكان الكثير من الضباط العراقيين موجودين في سوريا ويتولون هناك مناصب عالية ولكن هؤلاء الضباط بدؤا يشعرون بأنهم غير مرحب بهم في سوريا لأن السوريين بدأوا ينادون سوريا للسوريين.[23] فأخذ هؤلاء الضباط يوجهون أنظارهم نحو العراق ويسعون للحصول على استقلاله ونيل المناصب فيه. كان يوجد في سوريا حزب يدعى بحزب العهد وكان هذا الحزب يصدر جريدة تدعى بالعقاب والتي كانت تتميز بأسلوبها الحماسي المثير ومبالغتها في أخبار العرب وانتصاراتهم وكانت هذه الجريدة تهرب إلى العراق مع بعض الجرائد السورية فكانت بذلك تسد حاجة العراقيين من الأخبار المثيرة.[24] وتجدر الإشارة إلى أن الضباط العراقيين والذين كانوا متواجدين في دمشق كانوا قد بايعوا الأمير عبد الله ملكا على العراق بعد تتويج أخوه الأمير فيصل ملكا على سوريا في سنة 1920 وأرسلوا مع سعاة البدو رسائل إلى علماء منطقة الفرات الأوسط وشيوخ عشائره يخبرونهم بهذا النبأ. كما أرسلوا إليهم العلم ذا الألوان الأربعة وقد إتخذوه شعارا للعراق المستقل.[25]
- الدعاية الآتية من الدولة العثمانية: شجعت انتصارات كمال أتاتورك في الاناضول الآمال للكثير من العراقيين الذين كانوا يبغضون العهد الجديد والذين كانوا يتمنون عودة الأتراك قريبا لطرد الإنجليز.[26] وبدأ الدعاة القادمين من تركيا ينشرون الدعايات بأن الدولة العثمانية قادمة لتخليص العراقيين من أيدي الإنجليز وقد لقيت هذه الدعاية رواجا في العراق تحت وطأة التذمر الذي كان منتشرا بين الناس.[27][انحياز]
- الدعاية الآتية من روسيا: كان لقيام الثورة البلشفية بقيادة لينين في روسيا في شهر تشرين الأول - أكتوبر من سنة 1917 الأثر الكبير لدى عامة السكان في العراق وخاصة بعد تأيد البلاشفة لأية حركة مناوئة للاستعمار وقد جاءت أفكار الحركة البلشفية إلى العراق عن طريق الزوار والطلبة القادمين من بلاد فارس وأصبحت المنشورات التي كان يطلقها البلاشفة متداولة لدى العامة في العراق.[28] وكانت لإنتصارات الجيش الروسي واحتلاله مدينة باكو في أذربيجان وطرد البريطانيين منها في سنة 1920 وكذلك احتلال ميناء إنزلي في إيران والذي يقع في بحر قزوين الأثر الكبير في نفوس العراقيين للدلالة على ضعف الإنجليز تجاه روسيا.[29] وقد كان لإعلان الروس البيان البلشفي أثرا كبيرا في العراق وبقيبة بلدان الشرق الأوسط لما كان فيه من تأييد للعرب وللمسلمين في نيل حقوقهم.[30]

## انطلاق شرارة الثورة

### واقعة الرميثة
في يوم 25 حزيران - يونيو رفعت عشيرة الظوالم وهي فرع من بني حجيم راياتها معلنة الحرب على الإنجليز [محل شك] في يوم 30 من نفس الشهر استُدعيَ الشيخ شعلان أبو الجون وهو رئيس عشيرة الظوالم إلى السراي الحكومي في بلدة الرميثة والتي تقع في جنوب العراق وقد لبى الشيخ شعلان طلب الاستدعاء وحضر إلى السراي في ظهر ذلك اليوم.
وقد أبدى الشيخ شعلان كثيرا من الشراسة في مقابلته مع المعاون الحاكم السياسي في الرميثة الملازم هيات مما دفع الأخير إلى حجزه وتوقيفه في السراي بقصد إرساله إلى مدينة الديوانية بواسطة القطار.
وعند هذا التفت الشيخ شعلان إلى أحد مرافقيه الذي جاء معه طالبا منه إخبار ابن عمه الشيخ غثيث الحرجان بأنه في حاجة إلى عشرة ليرات عثمانية وإنها يجب أن ترسل إليه قبل موعد القطار ولما وصل الخبر إلى الشيخ غثيث عرف من إن الشيخ شعلان بحاجة إلى عشرة رجال أقوياء من العشيرة بدلا من الليرات العشر وبعث الرجال إلى السراي بغية تحرير الشيخ شعلان. وبعد مهاجمة السراي من قبل الرجال العشرة تم تحرير الشيخ شعلان وعاد هو إلى مضارب عشيرته سالما وكانت هذه الحادثة الشرارة التي اطلقت الثورة.
وبعد هذه الحادثة حصلت عدة معارك في أهمها معركة البو حسان، العارضيات الأولى والعارضيات الثانية. وكما تم قصف بلدة الرميثة لأول مرة بالطائرات أثناء المواجهات. وقد كانت هذه المواجهات بين كر وفر تارة للعشائر وتارة للإنجليز ولم تنجح جهود الوساطة التي بذلتها العشائر في المنطقة في حل هذه المشكلة بين الطرفين.
ومع استمرار المعارك بين العشائر الثائرة وما بين الإنجليز قرر السيد محمد تقي الشيرازي القيام بواسطة لوقف القتال وقد قرر هو بأن يرسل وفدا إلى مدينة بغداد لغرض مقابلة آرنولد ويلسون الحاكم السياسي للعراق المعين من قبل الإنجليز لغرض المفاوضة وقد اختار لهذا الغرض رجلين هما السيد هبة الدين الشهرستاني والمرزا محمد الخراساني.
وعند وصول الوفد المفاوض إلى مدينة بغداد إتصل بالقنصل الإيراني لكي يكون وسيطا لدى الحاكم السياسي آرنولد ويلسون غير أن ويلسون رفض الوساطة فعاد الوفد المفاوض إلى مدينة كربلاء بدون أية نتيجة تذكر.
وقد كتب الشيخ فتح الله الأصفهاني برسالتين أحدهما إلى الحاكم السياسي البريطاني آرنولد ويلسون والأخرى إلى العشائر الثائرة في الرميثة وذلك في شهر تموز ولكن جهوده لم تفلح في حل المشكلة بين طرفي النزاع.

### إعلان الثورة في المشخاب
في يوم 11 تموز - يوليو اجتمع رؤساء العشائر في المشخاب في مضيف الشيخ عبد الواحد الحاج سكر وقرروا البدء بإعلان الثورة وفي اليوم التالي تم إعلان الثورة وتم رفع رايتها وتقدمت جموع العشائر نحوأبو صخير لمحاصرتها. بدأ حصار أبو صخير في يوم 13 تموز واشتركت فيه عشائر آل فتلة، الغزالات، آل شبل وآل إبراهيم وفي يوم 14 من نفس الشهر أرسل الإنجليز زورقا بخاريا يحمل عددا من الجنود وبعض مواد التموين وكانت الباخرة الحربية فاير فلاي تسير وراء الزورق لحمايته فحاولت العشائر الاستيلاء عليه وجرى تبادل شديد بالنيران بين الباخرة الحربية والعشائر 

### مؤتمر الكوفة
في يوم 17 تموز عقد في مدينة الكوفة مؤتمرٌ لعقد هدنة ما بين الثوار في منطقة لواء الشامية والنجف والإنجليز وقد حضر المؤتمر عن الجانب الإنجليزي الميجُر توربري الحاكم الإنجليزي للواء الشامية والنجف. ومثل الثوار بالإضافة إلى رؤساء العشائر الموجودة في المنطقة كل من الشيخين عبد الكريم الجزائري وجواد الجواهري اللذان كان مندوبين عن الشيخ فتح الله الأصفهاني وقد تم الاتفاق أخيرا ما بين الطرفين على هدنة تكون مدتها أربعة أيام ابتداء من اليوم الأول من شهر ذو القعدة لسنة 1338 هجري الموافق ليوم 17 تموز حيث تنسحب حامية أبو صخير إلى الكوفة من دون أن يصيبها أي أذى وقد تعهد من جانبه الميجر نوربري بمراجعة الحاكم العام ببغداد حول مطاليب الثوار في اللواء وهي:
1. العفو العام عن جميع العراقيين بمن فيهم أهل الرميثة، الشامية والدغارة.
2. توقف جميع الحركات العسكرية وإصلاح سكة الحديد ونقل القوات العسكرية من مكان إلى آخر.
3. إطلاق سراح جميع المعتقلين والمنفيين خصوصا ابن المرجع الشيعي الميرزا محمد تقي الشيرازي
4. تشكيل المؤتمر العراقي [43]

. ولم تستمر الهدنة الموقعة ما بين الطرفين التي كان أمدها أربعة أيام إذ تم اختراقها من قبل كلا الجانبين في اليوم الثالث أي في يوم 19 تموز ويرجع السبب الرئيسي في خرق الهدنة من قبل الثوار هو أن الكثير منهم قد ندموا في إعطاء هذه الهدنة وتخليص حامية أبو صخير من الحصار بعد أن كثر عليهم النقد والتجريح.
حيث هاجم ثوار المنطقة خمسة شخاتير وهي محملة بالموؤن والعتاد لنقلها لغرض إمداد حامية الكوفة وفي الوقت نفسه هاجم نفر من أهل الكوفة السراي الحكومي الموجود في المدينة وقاموا بالاستيلاء عليه.
وبعد هذا التاريخ اضطر رؤساء العشائر المترددون إلى الانضمام إلى الثوار تحت ضغط الرأي العام الذي كان يعد كل من لا ينضم إلى الثورة كافرا نصرانيا.
وقام الثوار ومن انضم معهم بحصار الحامية الإنجليزية الموجودة في الكوفة والتي كان يقدر عدد أفرادها ب 750 شخصا مؤلفة من الجنود، الشبانة، الشرطة والموظفين وكان يرأس الحامية الميجر نوربري وقد بدا الحصار الفعلي للحامية في يوم 21 تموز وأناط الثوار بأمر الحصار بعلوان الحاج سعدون رئيس بني حسن.
وقد كانت الحامية قد تحصنت في الخانات المشرفة على النهر كما كانت الباخرة الحربية فاير فلاي قد رست في النهر تجاه الحامية لحمايتها. وقد كانت الطائرات الإنجليزية تقوم بالإغارة على الكوفة طيلة مدة الحصار على الحامية وفي يوم 24 تموز ألقت إحدى الطائرات ثلاث قنابل على جامع الكوفة الكبير فأدى ذلك إلى مقتل العديد من الناس الذين كانوا متواجدين في الجامع.
وقد استمر حصار الثوار للحامية الإنجليزية زهاء ثلاثة أشهر وفي يوم 17 من شهر تشرين الأول وعند الساعة الثامنة صباحا وصلت القوات الإنجليزية إلى الأطراف الشمالية من البلدة وكان الثوار متجمعين في البلدة وبعد معركة ما بين الطرفين استطاعت القوات الإنجليزية دخول البلدة وكان ذلك عند الساعة التاسعة والنصف من صباح نفس اليوم.
كما تم في اليوم نفسه فك حصار الحامية الإنجليزية وفي يوم 20 من نفس الشهر استعادت القوات الإنجليزية المدفع الذي كان الثوار قد غنموه منهم في معركة الرارنجية والذي كان قد استعمل في قصف الحامية الإنجليزية أثناء فترة الحصار لها 

## انتشار الثورة في الفرات الأوسط
في يوم 22 تموز سقطت بلدة الكفل بأيدي المجاميع المسلحة من ثوار المنطقة. وفي يوم 24 تموز حصلت معركة ما بين القوات الإنجليزية بقيادة الكولونيل لوكن وما بين المجاميع المسلحة من الثوار عبد الواحد الحاج سكر وقد حصلت هذه المعركة عند قناة الرستمية في منطقة الرارنجية والتي تبعد عن بلدة الكفل بمسافة ثمانية أميال وقد عرفت هذه المعركة باسم معركة الرارنجية. حيث هاجم الثوار القوات الإنجليزية في عصر ذلك اليوم وقبيل غروب الشمس من ثلاث جهات جنوب، الشرق والغرب وقد استمرت المعركة قرابة ستة ساعات حقق الثوار نصرا كبير حيث غنموا مايقرب 52 رشاشا وعدد لا يحصى من الحيوانات والأعتدة والنقود. بينما قدر عدد قتلى الإنجليز في تلك المعركة حوالي 20 قتيلا وبلغ عدد الجرحى حوالي 60 جريحاً و318 مفقودا.
وفي المنطقة القريبة من مدينة الديوانية وبالتحديد في شمال المدينة بمسافة 42 كيلومترا عند تفرع نهر الدغارة عن نهر الفرات كانت للمشاكل العشائرية دورها في اندلاع الثورة في تلك المنطقة حيث كانت للخلافات القائمة ما بين سعدون الرسن رئيس آل حمد من عشيرة الأقرع وعلوان الجحالي رئيس آل زياد وتحالف الأخير مع الإنجليز ضد سعدون الرسن دوره في إشعال نار الثورة في تلك المنطقة. ومما زاد الأمر تعقيداً هو مقتل علون الجحالي بيد أفراد من آل حمد بعد وشاية علون الجحالي للإنجليز وقيام القوات الإنجليزية بإحراق ونهب مضيف سعدون الرسن بعد هذه الوشاية.
وعندها تم إعلان الثورة حيث هاجم سعدون الرسن ومن معه من آل حمد بلدة الدغارة وتمكنوا من الاستيلاء على مخفر البلدة وبعد قرابة الثلاث أسابيع وبعد حدوث معركة الرارنجية أخذ الكثير من شيوخ المنطقة بالانضمام إلى الثورة ومساندة آل حمد في قتالهم ضد الإنجليز وبعدها تم الاستيلاء على بلدة عفك. وبعد الانتصارات التي حققتها شيوخ العشائر الأصيلة ومنهم سعدون الرسن ومزهر الشراد وشعلان ال عطيه وغيرهم من شيوخ العشائر الاصيلة في عفك والدغارة ضد القوات الإنجليزية، ولقد أبرق قائد القوات الإنجليزية في العراق الجنرال هالدين إلى قائد حامية الديوانية الجنرال كوننغهام يأمره بالانسحاب من المدينة إلى مدينة الحلة بواسطة القطار. وقد جمع الإنجليز قواتهم وكل ما لديهم من سلاح وطعام في قطار واحد بلغ طوله ميلا وقد تحرك القطار من محطة الديوانية في الساعة السادسة والنصف من صباح يوم 30 تموز.
وقد استغرقت رحلة القطار حتى وصل إلى مدينة الحلة مدة 11 يوما ويرجع السبب في ذلك هي إن العشائر المنضوية تحت لواء الثورة كانت يقتلعون قضبان السكك الحديدة قبل وصول القطار فيضطر القطار إلى التوقف ويقوم عماله بإصلاح القضبان المعطوبة. وفي أثناء فترة التصليح تهاجم العشائر القوات الإنجليزية فتنشب جراء ذلك معارك دامية ما بين الفريقين وقد كان الإنجليز يعمدون أحيانا إلى إحراق بعض القرى والتي تقع بالقرب من قضبان سكة الحديد وذلك جراء تعاون سكان هذه القرى مع الثوار. وفي يوم 31 تموز بدأت العشائر المناوئة للإنجليز ومن معها من ثوار الذين جاؤوا من مختلف المناطق الجنوبية بالهجوم على مدينة الحلة وقد شن الهجوم من الجهتين الغربية والجنوبية.
ولكن الهجوم اخفق إخفاقا تاما وتراجع الثوار عن الحلة واختلفت المصادر في إحصاء عدد القتلى بين كلا الطرفين وتشير المصادر الإنجليزية إن خسائر الثوار بلغت حوالي 149 قتيل اما خسائر الإنجليز فبلغت تسعة قتلى وأقل من عشرين جريحاً. ولم تقتصر خسائر الثوار على هذا الحد فحسب بل إنهم عندما انسحبوا من الحلة توقفوا في منطقة الطهمازية وهي أرض مكشوفة ففاجاتهم طائرة إنجليزية وأمطرتهم بوابل من القنابل فأدى ذلك إلى سقوط حوالي 22 قتيلا وجرح حوالي 30 شخصا.
وبعد الهزيمة التي لحقت بقوات العشائر من قبل الجيش الإنجليزي فقد نشبت عدة معارك ما بين الطرفين حول سدة الهندية والمسيب والتي تعاقب للسيطرة عليها جموع من العشائر الثائرة ومن ثم الإنجليز الذين قاموا باسترداد هاتين البلدتين بعد سيطرة تلك العشائر لهاتين البلدتين لعدة أيام. وفي يوم 14 آب توجهت قوة إنجليزية باتجاه مدينة كربلاء ولكن هذه القوة واجهت مقاومة شديدة من قبل الثوار والعشائر بالقرب من نهر الحسينية حيث إضطرت على إثرها إلى التراجع.

## جبهة السماوة

### معركة الخضر
الخضر وهي قرية صغيرة تقع على الضفة اليسرى لنهر الفرات. في يوم 30 تموز وصل إلى هذه القرية السيد هادي المقوطر قادما من مدينة النجف ليحرض سكان القرية للانضممام إلى الثورة ضد الإنجليز. وقد تم له ما أراد إذ بدأت العشائر الساكنة في تلك المنطقة بتخريب خطوط سكك الحديد والتلغراف المارة بالمنطقة. أمر قائد القوات الإنجليزية في العراق الجنرال هالدين القوات المتمركزة في محطة قطارات الخضر بالانسحاب فورا إلى مدينة الناصرية حيث قامت العشائر التي انضمت للثورة حينها بالهجوم على المحطة وكان ذلك في يوم 13 آب حيث كانوا يرمون المحطة بوابل من الرصاص وقد كان يوجد في المحطة قطار عادي وقطاران مدرعان ولكن سرعان ماحصل حادث للقطار المدرع الأول وأدى ذلك إلى مشكلة فخرجت القوات الإنجليزية بالقطار العادي فقط وقد وصل هذا القطار إلى محطة أور سالما في مساء نفس اليوم.

### معركة البواخر
كانت حامية مدينة السماوة مؤلفة من قسمين أحدهما رئيسي بقيادة الكولونيل «هاي» وكان يعسكر على النهر في موضع يسمى شاطي حسيجة بالقرب من المدينة والثاني كان بقيادة الكابتن «رسل» وقد كان يعسكر حول محطة قطار المدينة التي كانت تقع بالقرب من سور المدينة وكانت حامية السماوة بكلا قسميها قد أصبحت مطوقة بعد انسحاب الإنجليز من قرية الخضر وأخذ الثوار يضيقون على أفراد الحاميتين بالحصار يوما بعد يوم.
في يوم 26 آب تحركت من مدينة الناصرية نحو خمسة بواخر ثلاث حربية وإثنتان عاديتان وذلك لنجدة القوات الموجودة في السماوة وبعد معارك ضارية ما بين الثوار والبواخر وصلت باخرتان حربيتان وباخرة عادية إلى حامية السماوة بعد انسحاب إحدى البواخر الحربية في يوم 27 آب وعودتها إلى مدينة الناصرية وتمكن الثوار من الاستيلاء على إحدى البواخر العادية.
وقد سقطت المحطة بيد الثوار بعد معارك طاحنة بينهم وبين القوات الإنجليزية وذلك عندما حاولت القوات الإنجليزية الخروج من معسكر المحطة بواسطة إحدى القطارات حيث سقط عدد كبير من القتلى من كلا الطرفين أثناء المواجهات.
وبعد هذه المعركة قام الثوار بالحصار على معسكر الحامية الرئيسي والذي كان بقيادة الكولونيل هاي وطلبوا منه الاستسلام إلا أن الكولونيل هاي رفض الطلب وقد دام حصار الحامية قرابة الشهرين إلى أن تم إنقاذها في يوم 14 تشرين الثاني.

### سقوط السماوة بيد الإنجليز
أرسل قائد القوات الإنجليزية في العراق برقية إلى الجنرال كونغهام والذي كان مشغولا بقمع التمرد في منطقة ديالى يطلب فيها منه العودة إلى بغداد وذلك في يوم 16 أيلول. حيث قام هالدين بإرساله إلى مدينة الناصرية وفي يوم 1 تشرين الأول تحرك الجنرال كونغهام بقواته من مدينة اور متجها نحو الشمال وفي يوم 6 من نفس الشهر وصل إلى بلدة الخضر حيث استطاع احتلالها بعدما لقي مقاومة من قبل الثوار المتواجدين فيها وقد قامت القوات الإنجليزية أثناء سيرها نحو مدينة السماوة بإحراق القرى الموجودة على ضفتي نهر الفرات الموجودة بالقرب من بلدة الخضر.
وفي يوم 12 من نفس الشهر وصلت القوات الإنجليزية بالقرب من السماوة وفي اليوم التالي تقدمت هذه القوات باتجاه المدينة فوجدت مقاومة شديدة من الثوار المتمركزين حول المدينة وبعد معركة ضارية انسحب الثوار من مواقعهم التي كانوا متحصنين فيها وفي يوم 14 دخلت القوات الإنجليزية المدينة ولم تجد فيها أية مقاومة وتم فك الحصار عن الحامية الإنجليزية والتي كانت محصورة في شاطيء حسيجة بالقرب من المدينة.
وكما حدثت في يوم 12 تشرين الثاني معركة ما بين القوات الإنجليزية والثوار من عشائر بني حجيم عند جسر السوير والذي يعرف كذلك عند المصادر الإنجليزية بجسر الإمام عبد الله والذي يقع على بعد 6 كلم شمال مدينة السماوة قدر فيها عدد قتلى العشائر بنحو 50 شخصا والكثير من الجرحى وعدد قتلى الإنجليز تترواح ما بين 40 إلى 50 قتيلا.
وعلى إثر هذه المعركة استدعى الجنرال كونغهام إليه شخصا يدعى بالسيد محمد لمفاوضة عشائر بني حجيم وبعد مفاوضات ما بين الطرفين تم أخيرا توقيع اتفاق في مدينة السماوة ما بين الطرفين في يوم 20 تشرين الثاني على شروط التسليم مع قبيلة بني حجيم وفخودها حيث جرى تسليم بلدة الرميثة بعد توقيع هذا الاتفاق ما بين الطرفين وتجدر الإشارة كذلك من إن الإنجليز لم يقوموا باعتقال أي فرد من شيوخ بني حجيم.

## الثورة في كربلاء
أصبحت مدينة كربلاء في عهد الثورة ذات أهمية كبرى وذلك لسببين وهي وجود المرجع الشيعي الكبير الميرزا محمد تقي الشيرازي فيها وكذلك قرب المدينة من جبهات القتال.
وبعد معركة الرارنجية التي حدثت يوم 25 تموز قررت كربلاء الانضمام إلى الثورة حيث اجتمع رؤساء البلدة بمعاون الحاكم السياسي محمد خان بهادر وطلبوا منه تسليم كل مالديه من صلاحيات إلى هيئة وطنية ينتخبها رؤساء البلدة فطلب منهم محمد خان مهلة يومين.
وقد حاول محمد خان بهادر خلال هذه المهلة الالتفاف على رؤساء البلدة بالاتفاق مع مدير شرطة المدينة ولكن محاولته فشلت وعندئذا التجأ كل من محمد خان بهادر ومحمد أمين ومعهم عريف بالجيش الإنجليزي لدار الشيخ محمد رشيد الصافي وبعدها تطوع الشيخ فخري كمونة بحماية الثلاثة وقام بإخراجهم من المدينة بإمان.
وفي اليوم التالي اجتمع رؤساء البلدة ووجهاؤها بالشيخ الشيرازي وتقرر عندئذ تشكيل مجلسين لإدارة المدينة هما الشعبي والوطني مهمتهما الإشراف على المدينة وجباية الضرائب فيها وتعين الموظفين والشرطة. وبعد وفاة الشيخ محمد تقي الشيرازي في يوم 17 آب تم حل المجلسين اللذين تشكلا بعد إعلان الثورة في كربلاء.
وبعد وفاة الشيرازي ظهرت الحاجة لتعين متصرف في مدينة كربلاء يشرف على شؤون الأمن والنظام وذلك حسما للخلافات التي بدت بوادرها بالظهور بين رؤساء ومشايخ المدينة من أجل السلطة فتقرر اختيار السيد محسن أبو الطبيخ متصرفا على المدينة. حيث جرى تنصيب أبو طبيخ في يوم 6 تشرين الأول. قامت القوات الإنجليزية بشن هجوم واسع في المناطق الوسطى وذلك لاسترداد ما فقدته من مدن ومناطق وكان لسقوط مدينة الهندية (طويريج) في يوم 13 تشرين الأول بيد القوات الإنجليزية الأثر الأكبر في نشر الخوف والرعب ما بين الأهالي في مدينة كربلاء عندها قرر وفد يمثل شيوخ ووجهاء المدينة بالذهاب إلى مقر قوات الإنجليزية والمتمركز في مدينة الهندية لغرض تسليم مدينة كربلاء للقوات الإنجليزية بدون قتال.
وقد وصل وفد كربلاء إلى الهندية في يوم 17 تشرين الأول. وقابلوا القائد الإنجليزي ساندرز والذي طلب منهم الذهاب إلى بغداد وذلك لمقابلة السير برسي كوكس بعد أن اعادته الحكومة البريطانية حاكما مدنيا على العراق وحين قابل الوفد السير برسي كوكس قدم لهم الأخير ستة شروط ومنها تسليم 17 مطلوبا إلى الحكومة البريطانية. فجرى تنفيذ جميع الشروط الإنجليزية أما بخصوص المطلوبين 17 فقد ألقي القبض على 10 منهم أما الباقين فقد لاذوا بالفرار.

## الثورة في النجف
أعلنت الثورة في مدينة النجف في يوم 21 تموز وعند إعلان الثورة في المدينة انسحب معاون الحاكم السياسي للمدينة حميد خان من السراي الحكومي بهدوء وبدون أي مشاكل. وأصبحت مدينة النجف بعد إعلان التمرد تحكم نفسها بنفسها شأنها شأن جميع المدن العراقية التي أصبحت لاتخضع لسلطة الإدارة البريطانية المتواجدة في العراق حيث تقرر في النجف تشكيل مجلسين هما الجلس التشريعي ومجلس تنفيذي على أن يكون عدد أعضاء المجلس التنفيذي للمدينة أربعة أشخاص وهو رؤساء المحلات الأربعة الموجودة في النجف وعلى أن يكون عدد أعضاء المجلس التشريعي ثمانية أشخاص يجرى انتخابهم من المحلات حيث جرت الانتخابات في يوم 25 آب. وقد تمت مبايعة الشيخ فتح الله الأصفهاني لكي يكون المرجع الأعلى لدى الشيعة بعد وفاة الشيخ محمد تقي الشيرازي وذلك في شهر آب.
انتهز الحاكم البريطاني على العراق آرنولد ويلسون هذه المناسبة وأرسل رسالة إلى الشيخ فتح الله الأصفهاني وذلك بعد انتقال المرجعية الدينية له في يوم 27 من آب يعرض فيها الصلح. وعند وصول رسالة ويلسون إلى الأصفهاني استدعى الأخير حاشيته ومستشاريه للمداولة في الأمر وعندها انقسم الجمع إلى فريقين فريق يريد المفاوضة مع الإنجليز لغرض الصلح وفريق رفض ماعرضه ويلسون. وقد اشتد الجدال بين الفريقين وكانت الغلبة فيه للرافضين للمفاوضة مع الإنجليز حيث أرسل الشيخ الأصفهاني رسالة إلى ويلسون يعلن فيها رفضه للصلح.
في يوم 18 تشرين الأول وصل إلى مقر الكولونيل الإنجليزي ووكر وفد من أهالي النجف لتسليم المدينة لهم بدون أية شروط. كما أبدى الوفد استعداده لقبول ماتفرضه عليهم الحكومة الإنجليزية من الشروط التي تراها مناسبة وملائمة.
وقد كانت أولى شروط القائد الإنجليزي للوفد هو تسليم الأسرى الذين كانوا معتقلين في خان شيلان بالنجف فجرى تنفيذ الطلب وسلم الأسرى في اليوم الثاني إلى القوات الإنجليزبة ولكن الإنجليز لم يعلنوا جميع شروطهم للوفد وذلك لانشغال قواتهم في قتال في مناطق أخرى وفي صباح يوم 16 تشرين الثاني تلى الإنجليز على علماء ووجهاء النجف بقية الشروط عليهم وذلك بعد أن قاموا بحشد العديد من قواتهم بالقرب من المدينة وقد تم تنفيذ جميع شروط الإنجليز وبعدها دخلت تلك القوات المدينة وقامت بإغلاق باب السور وقامت بمنع الدخول والخروج من وإلى المدينة إلا بإذن منها وقد استمر هذا الحال لمدة 24 يوما.

## الثورة في الكوفة والشامية
لعب خادم آل غازي دورًا كبيرًا في إشعال ثورة العشرين حيث كان زعيمًا لمنطقة هور الدخن ورئيسًا على قبائلها حيث حاول الإنجليز بث الشقاق في صفوف عشيرته لاضعافها فبذلوا الأموال لتحريض خادم آل غازي للثورة على ابن عمه علوان الحاج سعدون زعيم بني حسن في خان النص وبلغت جرأتهم إلى حد أن عقد اجتماع حضره الميجر نوربري والكابتن (كانة) في هور الدخن لاقناع الشيخ خادم الغازي إلا إنه رفض كل اغراءاتهم.
بعيد انطلاق ثورة العشرين عقدت عشائر الجنوب اجتماعًا للتباحث حول مشاركتهم في الثورة من عدمها وما العديد منهم الى التخلي عن الثورة لكن خادم آل غازي انتفض فيهم قائلًا:
«إننا تعاهدنا وتحالفنا أمام آية الله الشيرازي وفي مرقد الامام الحسين عليه السلام أن نبذل كل ما في وسعنا في سبيل قضية بلادنا وأن يكاتف بعضنا البعض ويشد بعضنا أزر الأخر».
وأضاف:
«فعليه ان الكابتن مين يجب أن يخرج من الشامية من رضاه أو بالقوة، وأنا أول واحد يحاربه منذ الساعة ان لم يخرج».
بعد انتهاء الاجتماع مباشرةً ذهب خادم آل غازي مع عدد من جنوده الى الحامية البريطانية في أبوشورة وسيطروا عليها نهبوا كل ما فيها من سلاح وكانت هذه الشرارة التي بدأت بها ثورة العشرين بحسب المؤرخ علي الوردي. ثم تمركز خادم في ابوشورة لاتخاذها نقطة انطلاق للتوجه لتحرير الكوفة.

## الثورة في ديالى

علم الثورة العربية

كانت أولى بوادر الثورة في ديالى قد ظهرت في يوم 6 آب. وبعد يومين هاجمت عشيرة الكرخية دائرة المالية في منطقة مهروت والتي تبعد بنحوا 11 ميلا عن محطة بعقوبة وفي يوم 9 آب هاجمت نفس العشيرة محطة قطار أبو الهوا والتي تقع إلى الشمال من مدينة بعقوبة وبذلك انقطع حركة القطارات ما بين مدينتي بغداد وخانقين.
وفي يوم 11 آب وصل إلى بعقوبة قوة إنجليزية بقيادة الجنرال يانغ. والذي قام بتقسيم قوته إلى رتلين رتل صغير بقيادة الكولونيل وليامز هدفة تأديب القرى التي كانت واقعة على يعد 16 ميلا من سكة الحديد ورتل كبير بقيادة يانغ نفسه هدفه الوصول إلى مهروت.
وقد نجح الكولونيل وليامز في مهمته العسكرية أما الرتل الذي كان بقيادة الجنرال يانغ فقد تعرض قبل وصوله إلى منطقة مهروت بمسافة 4 اميال لمقاومة عنيفة من العشائر التي كانت قد أعلنت التمرد على السلطات الإنجليزية حيث أرسل الرتل إلى بطلب النجدة من سريتي البنادق التي كانت متواجدة في مدينة بعقوبة.
في الساعة 8 من صباح اليوم التالي التأم الرتلان معا وصارتا قوة واحدة وفي الساعة الواحدة من بعد ظهر ذلك اليوم وصل الرتل إلى بعقوبة حيث انسحبت من المدينة في وقت لاحق إلى مدينة بغداد. أدى انسحاب الجنرال بجميع قواته إلى بغداد وما اعقبه من انسحاب الحاكم السياسي لبعقوبة مع موظفيه إلى تشجيع العشائر إلى إعلان التمرد وفي يوم 12 آب اقتحمت عشيرة الكرخية بعقوبة وقامت بأعمال سلب ونهب للمدينة.
قام وجهاء بعقوبة بعدها بتشكيل مجلس محلي لإدارة المدينة حيث تم اختيار محمود أفندي متولي لكي يكون رئيسا لهذا المجلس ويكون برتبة قائمقام حيث تم اتخاذ دائرة البريد مقرا لهذا المجلس المحلي ورفعوا فوقه علم الثورة العربية ذو الألوان الأربعة. ولم يستطع المجلس المحلي الذي شكل في بعقوبة من ردع العشائر عن النهب والتعدي حيث أصبحت جميع القرى التي تقع بالقرب من بعقوبة مهددة بالغزو من قبل العشائر.
وفي يوم 13 آب وصلت إلى بغداد أول نجدة عسكرية قادمة من الهند وبعدها أخذت القوات بالوصول إلى بغداد من الهند بالتتابع. وقد أرسل الجنرال هالدين الجنرال كونغهام لإستعادة السيطرة على بعقوبة؛ حيث تمكن هذا الأخير من استعادة المدينة في يوم 27 آب بدون وجود أي مقاومة تذكر من قبل الثوار. لم يقم الإنجليز بمعاقبة أهالي بعقوبة على تمردهم على الإنجليز بل اكتفوا بفرض غرامة مالية على اثنين من وجهاء المدينة وهما محمود أفندي المتولي والسيد حبيب العيدروسي.
في يوم 3 أيلول أصدر قائد القوات الأنجليزية في العراق الجنرال هالدين منشورا إلى عشائر ديالى. حيث أعلنت غالبية شيوخ العشائر في المنطقة خضوعهم للقوات الأنجليزية بعد إعلان هذا المنشور ورفعوا العلم الأبيض حيث بدؤا يفدون على الجنرال كونغهام ويعلنون خضوعهم التام إليه وفي أوائل شهر تشرين الأول اجتمع شيوخ عشائر ديالى عند مقر الجنرال كونغهام وتعهدوا بأن يكتبوا على أنفسهم صكا بأن لايثورا على الحكومة وأن يقدموا الأموال التي قاموا بسرقتها وألا يقبلوا دخالي أي فرد من المتمردين (أي عدم ايواء الثوار).

### الثورة في دلتاوة (الخالص)
اندلعت الثورة في بلدة دلتاوة (الخالص) في نفس اليوم الذي اندلعت فيه الثورة في مدينة بعقوبة أي في يوم 12 آب حيث قامت عشيرة الكبيشات باقتحام البلدة من جهتها الشمالية ولم يقع في دلتاوة من النهب والتخريب كما حصل في بعقوبة؛ وذلك لأن أهالي البلدة وبالتعاون مع عشيرة الكبيشات قاموا بحفظ الأمن والنظام.
إضطر معاون الحاكم السياسي للبلدة الكابتن لويد ومن معه من موظفين إلى الاستسلام، وذلك بعد هروب عساكر السراي حيث قام الشيخ عبد العزيز الهويدراوي بحمايتهم، والذي كان أحد وجهاء البلدة. وقد تم نهب دار السراي بعد سيطرة الثوار عليه وتم إنزال العلم البريطاني ورفع محله علم الثورة العربية.أعلن بعدها محمد أبو خشيم وهو أحد شيوخ الكبيشات من إن الحكم قد أصبح في يده وهو يطلب من الأهالي العودة لمزاولة أعمالهم اليومية وأعلن أبو خشيم كذلك العفو العام وقد تم استثناء شخص واحد من هذا العفو وهو أبو العيس والذي كان يشغل منصب الحاجب لدى الحاكم الإنجليزي للبلدة وكانت العشائر تنفر منه جدا.
ولم يستمر الحلف القائم ما بين أهالي البلدة وعشيرة الكبيشات إذ سرعان مانشبت الخلافات ما بين وجهاء البلدة والذين اغتاظوا من تنصيب محمد أبو خشيم تفسه حاكما على البلدة وكما ظهرت العديد من الخلافات بين العشيرة وأهالي البلدة منها الاعتداء على اليهود القاطنين في البلدة من قبل أفراد من عشيرة الكبيشات وغيرها من الأمور. وقد إضطر رؤساء البلدة ووجهاءها أخيرا إلى إخراج أفراد عشيرة الكبيشات من البلدة وقرروا بعدها تشكيل مجلس محلي لإدارة البلدة.
وقد كان قصف البلدة بالقنابل بواسطة الطائرات ابتداء من الإسبوع الثاني من التمرد الذي حصل في البلدة.
في يوم 25 أيلول والذي كان يصادف يوم 10 محرم من سنة 1339 هجرية زحفت القوات الإنجليزية لاحتلال دلتاوة (الخالص). وكان أهالي البلدة مشغولين حينها بالمواكب الحسينية وبعد معركة ما بين الطرفين تمكنت القوات الإنجليزية من دخول البلدة.

### معارك الآثوريين
كان للآثوريين معسكرا يقع على الضفة اليمنى لنهر ديالى بالقرب من جسر بعقوبة وكان يسكنه ما يقارب 40 الف آثوري ومعهم 10 آلاف أرمني. وكلهم كانوا قد نزحوا من مدينة أرومية الإيرانية خلال الحرب العالمية الأولى.
وعند نشوب الثورة في ديالى أصبح المعسكر هدفا لهجمات العشائر المتمردة على الإنجليز وصار المعسكر هدفا لهم وعندها صمم الآثوريون على الانتقام جراء ماحصل لهم من قبل الثوار حيث عبرت مفرزة منهم الضفة الأخرى من نهر ديالى وهاجمت أربعة قرى وتمكنت من نهب الحيوانات الموجودة في تلك القرى.
في يوم 17 آب خرج قطار من المعسكر متجها نحو مدينة بغداد وهو يحمل جماعة من الآثوريين ومعهم نساؤهم وأطفالهم وقد توقف القطار في بلدة خان بني سعد التي تقع بالقرب من بغداد فأعملوا فيها السلب والنهب مما استطاعوا هم حمله معهم وذلك انتقاما لما تعرضوا له من قبل العشائر الثائرة للإنجليز من قبل.

## الثورة في منطقة كردستان
ساد نوع من الجو المشحون في مدينة أربيل منذ بداية شهر آب من سنة 1920 م وفي يوم 5 أيلول اشتد التوتر في المدينة جراء وصول أنباء عن قرب احتلال المدينة من قبل عشيرتي السورجي والخوشناو. وفي نفس اليوم قام خورشيد آغا وهو أحد رؤساء العشائر الموالية للإنجليز ومعه 3 آلاف مقاتل بالدخول إلى المدينة. وفي اليوم التالي كادت مشكلة بسيطة ما بين أحد مقاتلي خورشيد آغا وأحد أصحاب الدكاكين من اليهود أن تؤدي إلى نشوب الشرارة التي تلهب الوضع في المدينة لولا تدارك الأمر آمر الشرطة.
وفي صباح يوم 8 أيلول وصلت إلى مدينة أربيل طائرة تقل الحاكم البريطاني على العراق السير آرنولد ويلسون وقد اجتمع ويلسون أثناء وجوده بأربيل برؤساء العشائر الموالية للإنجليز ومن معهم من القوات الإنجليزية وقد غادر ويلسون في الساعة الثانية من بعد الظهيرة من نفس اليوم عائدا إلى بغداد.
في يوم 9 أيلول اجتمع الحاكم السياسي لمدينة أربيل الكابتن هي برؤساء عشائر خوشناو وتم الاتفاق على أن تسحب هذه العشيرة جميع قواتها المنتشرة حول البلدة مقابل إصدار عفو عام عن كل ما صدر منهم في الماضي وإعادة دفع مشاهراتهم التي كانو يقبضونها سابقا.
وفي صباح يوم 14 أيلول وصل إلى اربيل رتل عسكري من القوات الإنجليزية قادم من كركوك أعقبه رتل آخر قادم من مدينة الموصل وبذلك عاد الهدوء إلى المدينة.

### الثورة في شهربان
تم إعلان في بلدة شهربان (المقدادية) في يوم 14 آب حيث قامت عشيرة بني تميم بالهجوم على البلدة وتعاون أهل البلدة مع العشيرة على نحو ماحصل في بلدة الخالص ولكن السراي الحكومي والذي كان يقيم فيه الإنجليز ومن معهم من جنود الشبانة لم يستسلم للمتمردين وبعد ساعات من المواجهة ما بين الطرفين تمكن الثورا من السيطرة على السراي الحكومي (القشلة) وذلك عند حلول وقت المساء وقد قتل في المعركة هذه خمسة بريطانيين والذين كانوا موظفين في السراي.
وبعد السيطرة على البلدة قام الثوار بقطع خط سكة الحديد المار بالبلدة وقد وقع في شهربان بعد تمكن الثوار من السيطرة على البلدة نوع من الاختلاف ما بين وجهاء البلدة وما بين عشيرة بني تميم وحصل من جراء ذلك معارك ما بين الطرفين.
في يوم 7 أيلول وصلت القوات الإنجليزية بقيادة الجنرال كونغهام بالقرب من البلدة وبعد معركة غير متكافئة ما بين العشائر والقوات الإنجليزية تمكنت الأخيرة من دخول البلدة وكان ذلك في يوم 9 أيلول.

### الثورة في خانقين وقزلرباط

العلم العثماني

في يوم 14 آب هجمت عشيرة الدلو بقيادة رئيسها خسرو بك على مدينة خانقين، واحتلت المدينة بدون أي مقاومة تذكر، وقد نهب الثوار ومن معهم دار السراي وجميع الدوائر الحكومية الموجودة في المدينة، وأنزلوا العلم البريطاني ورفعوا مكانه العلم العثماني، وعين الثوار خورشيد بك حاكما على المدينة. كما ثارت عشائر قزلرباط على الإنجليز واحتلت البلدة ونهبوا مبنى السراي الحكومي الموجود في البلدة.
وفي صباح يوم 16 آب هجم ثوار خانقين بقيادة كريم خورشيد بك على معسكر باوة محمود والذي كان يتحصن فيه جيش الإنجليز بعد وصول تعزيزات إليه. فدارت ما بين الفريقين معركة انتهت باندحار الثوار تاركين وراءهم 15 قتيل.
وفي يوم 19 آب وصلت لمقربة من خانقين قوة إنجليزية بقيادة الكولونيل كاسكل بدون أي مقاومة تذكر وقام هذا الأخير مع قواته بإنزال العقوبة بالقرى التي التحقت بالثورة، وفي اليوم التالي استطاع الكولونيل احتلال خانقين، وفي مساء يوم 24 آب رفع الحصار عن حامية قرغان والتي يتحصن فيها الجنود الإنجليز، والتي سبق أن لجأ إليها حاكم قرلزباط أحمد دارا، وفي يوم 27 آب سيطرت القوات الإنجليزية على بلدة قزلرباط.

### الثورة في كفري
في يوم 22 آب قام إبراهيم خان وهو أحد رؤساء عشيرة الدلو ومن معه بالصعود إلى أعلى جبل بابا شاه سوار المطل على مدينة كفري وأخذوا بإطلاق النيران على السراي الحكومي الموجود في البلدة.
قرر معاون الحاكم السياسي للبلدة الكابتن سالمون أن يخرج بنفسه إلى الجبل للتفاوض مع إبراهيم خان وما أن وصل الكابتن سالمون إلى الجبل حتى فوجئ باعتقال الثوار له وبعدها هاجم الثوار البلدة وقاموا باحتلال السراي الحكومي وقاموا بإنزال العلم البريطاني من فوقه وما ان وصل خبر احتلال البلدة من قبل الثوار إلى الحاكم السياسي لمدينة كركوك الميجر لونكريك حتى زحف هذا الأخير باتجاه البلدة وبعد معركة دامية ما بين الطرفين انتصرت القوات الإنجليزية وتم أحتلال البلدة.

## ثورة زوبع من شمر

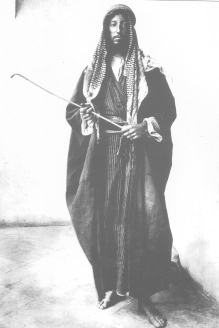
المقدم ليتشمان في زي بدوي (ليجمن)

بعد أنتصار الثوار على القوات الإنجليزية في معركة الرارنجية في يوم 24 تموز قاموا بإرسال وفدا منهم ويدعى جدوع أبو زيد إلى العشائر الموجودة في بلدتي المحمودية والفلوجة يحملون فتاوي كبار علماء المذهب الشيعي وكان الشيخ ضاري أحد الذين إلتقاهم جدوع أبو زيد. وعند إعلان الشيخ ضاري الثورة على الإنجليز صار يرسل نفرا من اتباعه لنهب المسافرين ما بين مدينة بغداد وخان النقطة.
وفي ظهيرة يوم 12 آب قابل الضابط الريطاني المدعو ليجمن في مخفر أبو منيصير الذي كان يقع بالقرب من خان النقطة وبينما كان الشيخ ضاري يتكلم مع ليجمن جاء إلى المخفر سائق سيارة يشكو من حادث سرقة تعرض له بالقرب من سدة الترك. حيث ظهرت إمارات الغضب في وجه ليجمن وقام بتوجيه الإهانات للشيخ ضاري فأوعز عندها هذا الخير إلى ابنه سليمان بأن يطلق على ليجمن النار وقام سليمان بما أمره والده الشيخ ضاري وبعد مقتل ليجمن تم قتل كل من خادم سيارته وخادمه وتم بعدها تم نهب كل ماوقعت به أيديهم في المخفر.
وفي اليوم التالي توحه الشيخ ضاري على رأس جمع من عشيرته وعشيرة المصالحة المتحالفة معه نحو محطة التاجي الواقعة إلى الشمال من مدينة الكاظمية بغية اقتلاع سكة الحديد ولكنهم لم ينجحوا إذ فاجأهم قطار قام من الشمال وأخذ يوجه عليهم نيران الرشاشات ففروا منه.
وفي يوم 15 آب قامت العشائر الثائرة على الإنجليز بمهاجمة أربعة بواخر كانت تسير على نهر الفرات وقد تمكنت العشائر من نهب هذه البواخر الأربعة وأحراقها جميعا. في يوم 3 أيلول تحرك من بغداد رتل عسكري إنجليزي بقيادة الجنرال ساندرز بغية فتح الطريق الواصل ما بين بغداد والفلوجة وقد لقي هذا الرتل مقاومة شديدة من العشائر أثناء الطريق وفي يوم 20 أيلول تمكن الرتل من الوصول إلى خان النقطة وفي اليوم التالي تم هدم قلعة الشيخ ضاري وسويت بالأرض وتم قطع الماء عن أراضيه ثم واصل الرتل زحفه حتى وصل إلى بلدة الفلوجة في يوم 24 أيلول.
أدرك الشيخ ضاري خطورة الموقف وما آل عليه لذا أرسل ولده خميس مع قسم كبير من عشيرته إلى نصيبين داخل تركيا. أما هو فقد أخذ بالتنقل من مكان إلى آخر إلى أن القي القبض عليه في سنة 1927 م.

## الثورة في لواء المنتفق
كان لواء المنتفق الذي يسمى حاليا بمحافظة ذي قار يضم العديد من العشائر القوية. وإن أول بلدة أندلعت فيها شرارة الثورة في هذا اللواء هي بلدة قلعة سكر، حيث أدى التوتر المتزايد في البلدة إلى هروب معاون الحاكم السياسي للبلدة الكابتن كراوفورد بواسطة طائرة إلى مدينة الناصرية التي هي مركز هذا اللواء، وفي يوم 12 آب أعلنت العشائر الثورة بشكل علني إذ قامت تلك العشائر بنهب السراي الحكومي الموجود في البلدة.
وعلى إثر ذلك اجتمع عدد من وجهاء ورؤساء البلدة في موضع يسمى المصيفي وكتبوا ميثاقا تضمن هذا الميثاق خمسة بنود. وقد ذهب الموقعون على هذا الميثاق بعد توقيعه إلى بلدة الشطرة لغرض إعلان الثورة فيها وطرد الإنجليز منها ولكن أسباب معينة حالت دون إعلان الشطرة لثورتها وذلك بعد وصول الموقعين على ميثاق المصيفي إليها. وقد وصل التوتر إلى أشده في بلدة الشطرة في يوم 25 آب حين وصل إليها العالم الديني الشيخ محمود خليلي مرسلا من الشيخ فتح الله الأصفهاني.
حينها أدرك معاون الحاكم السياسي للبلدة الكابتن برترام توماس من إن الوضع قد خرج من السيطرة، وفي يوم 28 آب هرب الكابتن توماس من البلدة بواسطة طائرتين أرسلتهما القوات الإنجليزية لغرض إخراجه من البلدة، ولقد قام الكابتن بتسليم السلطة في البلدة للشيخ خيون العبيد وهو أحد الشيوخ الذين ظلوا موالين للإنجليز.
وعند خروج الكابتن توماس من البلدة تعرض السراي الحكومي في البلدة للنهب من قبل أفراد العشائر الثائرة.

### الثورة في سوق الشيوخ
في يوم 27 آب زار بلدة سوق الشيوخ حاكم الناصرية السياسي الميجر ديجبرن والذي كان سابقا معاون الحاكم السياسي لها في عام 1918. حيث اجتمع مع رؤساء البلدة ووجهاؤها محاولا إقناعهم بعدم الانضمام إلى الثورة الحاصلة وقد كتب الميجر ديجبرن فور عودته إلى مدينة الناصرية تقريرا إلى الحاكم البريطاني في مدينة بغداد آرنولد ويلسون.
وقد تمكن معاون الحاكم السياسي للبلدة الكابتن بلاتس ومن معه من البريطانيين من الهرب من البلدة في يوم 1 أيلول بواسطة باخرة بريطانية كانت راسية هناك وسارت بهم الباخرة نحو مدينة الناصرية فوصلوها بسلام. ولم يحصل نهب لبلدة سوق الشيوخ مثل ماتعرضت له باقي بلدات لواء المنتفق من سلب ونهب للسراي الحكومي وتخريبها، فقد تمكن الشيخ محمد حسن الحيدر من المحافظة على هذه الممتلكات جميعها.
وفي يوم 4 أيلول خرجت من الناصرية باخرتان حربيتان ولما وصلت الباخرتان بالمقربة من الهور الواقع جنوب بلدة سوق الشيوخ تعرضت كلتاهما لإطلاق نار كثيف من قبل الثوار ونشبت معركة ما بين الطرفين دامت قرابة النصف ساعة.

### أحداث مدينة الناصرية
كانت في مدينة الناصرية حامية صغيرة ولقد كان بمقدور العشائر مهاجمة المدينة والاستيلاء عليها بسهولة وذلك لضعف حاميتها، ولكن تحسن الوضع تدريجيا في لواء المنتفق إذ قام روساء شيوخ المنتفق بالمجيء إلى الحاكم السياسي الموجود في مدينة الناصرية، وذلك في شهر تشرين الثاني وأعلنوا الولاء للإنجليز وذلك بعد فشل الثورات التي حدثت في مدينة السماوة ومنطقة الفرات الوسط.

## أحداث متفرقة

### أحداث مدينة تلعفر
كانت احداث تلعفر عام 1920 ضد الإنكليز والتي شارك فيها رجال وطنيون وضباط من الموصل ودير الزور ومعظم أهالي تلعفر وأطراف تلعفر من العشائر والقبائل العربية، وبدأت في شهر أيار من عام 1920 حيث انطلقت الحملة العسكرية باتجاه تلعفر مستخدمة طريق الجزيرة، وفي نفس الوقت بدأ فرع حزب العهد في الموصل وتلعفر يعدُّ خطة لانتفاضة جماهيرية في مدينة تلعفر تساند القوات القادمة من دير الزور، وبمشاركة رؤساء العشائر مع أنصارهم، وأعضاء حزب العهد في السلك المدني والعسكري في أجهزة السلطة بتلعفر. واستفاد حزب العهد من وجود عضوين له في قوة الدرك التابعة للإنكليز هما: جميل محمد، ومحمد علي من ضباط الشرطة.
وفي الثاني من حزيران، دعا حزب العهد إلى اجتماع في تلعفر، حضره إضافة إلى أعضاء الحزب عدد من زعماء العشائر، فأخبروهم بوصول قوات عربية تابعة للحكومة العربية على مشارف بلدة تلعفر، وقد تجمعت على الطريق قريباً من قرية عوينات، وأبلغوهم بالاستعداد لاستقبالها ومناصرتها. وفي نفس الوقت قام جميل محمد معاون ضابط الشرطة في تلعفر بقطع أسلاك البرق. فانقطعت الاتصالات البرقية بين تلعفر وبقية المدن العراقية.
وفي الرابع من حزيران، دخلت قوات من عشائر المنطقة مدينة تلعفر، ثم دخلتها القوات العربية معلنة الثورة ضد الإنكليز وقواتهم المتواجدة في البلدة، وبدأ القتال الذي شاركت فيه قوات العشائر والقوات القادمة من دير الزور ضد القوات الإنكليزية، وانقلب أفراد الشرطة في تلعفر ضد الإنكليز، فقتل أحدهم الضابط الإنكليزي ستيوارت قائد الشرطة، فاستسلم على أثر ذلك بقية قوات الشرطة، في حين اعتصم مرشد الشرطة والكاتب ورامي المدفع، وهم من الإنكليز على سطح مبنى دار الشرطة، وأخذوا يطلقون النار على المقاومين، فردت عليهم المقاومة، واستطاعت أن تقضي عليهم، وبذلك تمت سيطرة القوات المقاومة على تلعفر.
وفي الخامس من حزيران تقدمت قوات الجيش الإنكليزي على شكل رتل من السيارات المصفحة نحو تل عفر لاستعادتها، إلا أنها وقعت في كمين نصبته قوات المقاومة العربية، فأبادت الرتل الإنكليزي بما فيه من جنود، وغنمت قوات المقاومة عدة سيارات مصفحة وأسلحة وأعتدة وتموين.
ولقد كتبت المس غيرترود بل حول أحداث تحرير تل عفر في مذكراتها قائلة: (في شهر آذار/مارس، بدأت غارات صغيرة تُشن على سكة الحديد وطريق بغداد - الموصل.
وفي 21 نيسان 1920، وصلت إلى مدينة الموصل عن طريق دير الزور أول قافلة من حلب، فدشن وصولها هذا حلول فترة مليئة بالشغب والفتن في الموصل نفسها، حيث عقدت الاجتماعات الوطنية، وعلقت على الجدران في الليل إعلانات ضد الاحتلال البريطاني، حاملة ختم جمعية حزب العهد الوطنية. كما ازدادت الغارات على خطوط مواصلاتنا، وبلغت ذروتها في يوم 4 مايس/ أيار بحرق القطار، قريبا من عين دبس، فكانت جميع المعلومات تدل على قرب وقوع هجوم على الموصل. ثم وصلت الأخبار منبئة بوقوع تحشدات على الفدعمي وعلى الخابور، بقيادة جميل بك المدفعي أحد الضباط الموصليين في الجيش السوري العربي، وفي اليوم الثاني من حزيران كتب معاون الحاكم السياسي بأن اجتماعاً وطنياً قد عقد في مدينة تلعفر، المدينة المنعزلة غرب الموصل، التي يسكنها خليط من الأكراد والتركمان والعرب، وبعد يومين دخلتها خيالة القبائل المحيطة بها، فكان ذلك إشارة تدل على وقوع الثورة، إذ كانت الخطة قد وضعت بعناية، فكانت نية جميل بك أن جميع الضباط البريطانيين والموظفين، يجب أن يقضى عليهم من قبل قوات الدرك قبل وصوله، فقتل الضابط ستيوارت من قبل الضباط التابعين إليه، ثم حوصر البريطانيون الثلاثة الباقون وهم مدرب وكاتب وجندي رشاش في سطح الدار التي كانوا فيها حتى وصلت عصابة جميل بك المدفعي.
وعندئذ قتلوا بالقاء قنبلة عليهم هناك. كما قبض على الكابتن بارلو معاون الحاكم السياسي الذي كان يتجول في المنطقة وجيء به إلى تلعفر، وعندما قارب البلدة أبصر سيارتين قادمتين من الموصل، فحاول الفرار غير أنه أطلق عليه الرصاص، فقتل. ثم اختبأ قسم من قوة جميل بك في كمين للسيارتين، فانقضت عليهما القوة، وقتل من كان فيهما، من دون أن يسلم أحد منهم.
فكان سقوط تلعفر إشارة إلى القبائل العراقية في الثورة، وقبل أن يسمح الوقت لجميل بالاستعداد للزحف إلى الموصل، فوجئ برتل عسكري بريطاني. ففر مع ضباطهِ إلى مدينة دير الزور، ثم تفرقت القبائل من غير مقاومة تذكر، فاحتلت تلعفر مفرزة من الجنود. واعيدت الإدارة المدنية إليها).
ومن وثائق احتلال تلعفر يذكر المؤرخ فريق المزهر آل فرعون: (إن قوة من المجاهدين توجهت نحو الموصل بقيادة جميل المدفعي. فانضم إليها أكثر عشائر تلعفر والجبور برئاسة مسلط باشا، وعشائر الكركرية والجحيش والبوحمد، وغيرهم. وكان يقود الجنود المشاة من المجاهدين القادة: محمود بك السنوسي، ومحمود أديب، وكانت الرشاشات بقيادة إسماعيل صفوت باشا. والعقيد محمد علي سعيد. وعدد كثير من الضباط الذين توجهوا نحو تلعفر والموصل).

### أحداث مدينة سامراء
في يوم 28 آب تعرضت مدينة سامراء لهجوم من قبل العشائر التي أعلنت التمرد والعصيان على الإنجليز وقد صمم رؤساء ووجهاء المدينة حماية معاون الحاكم السياسي للمدينة الميجر بري ومن معه 13 جندي بريطاني ومعهم ضابط برتبة ملازم أول وعدد من السواق الهنود والذين وصلوا إليها مؤخرا قادمين من مدينة كركوك. بعدما طلبوا هؤلاء الحماية من العشائر الثائرة. ولم تتمكن العشائر الثائرة من اقتحام المدينة لمتانة سورها.
وقد قامت حينها العشائر الثائرة بضرب حصار على المدينة وقد جرت مفاوضات ما بين العشائر الثائرة وما بين رؤساء ووجهاء مدينة سامراء وفي يوم 30 آب استطاع الإنجليز من فك الحصار على المدينة حينما وصلت إلى محطة سامراء من الشرقاط مفرزة بريطانية تعدادها 120 جنديا بقيادة الكولونيل ماكوسلاند ومن ثم قامت طائرتان إنجليزيتان وقامت بإلقاء القنابل على العشائر الثائرة حول المدينة وعندها تم فك الحصار.

### أحداث عانة
في يوم 13 آب اقتحمت بلدة عانة قوات من الثوار حيث كانت القوات التي كانت بإمرة منصور الطرابلسي الذين اقتحموا البلدة من جهة الشامية فجرى اشتباك مسلح بينهم وبين رجال عفتان الشرجي في محلة دلي علي ولكن رجال منصور رموا رجال الشرجي بالقنابل مما أدى إلى فرارهم.
وقد استمرت المعارك في بلدة عانة وقتا غير قصير وكان النصر فيها حليف للثوار المهاجمين وبعدها قام الثوار بمهاجة قلعة راوة المطلة على شاطئ نهر الفرات تجاه عانة وقد تمكنوا من الاستيلاء وأسر عدد من الجنود الذين كانوا من عشيرة الدليم والذين سرعان ماتم الإفراج عنهم.
وبعد أن تمت السيطرة على بلدة عانة بالكامل قام الثوار بتعين نجرس الكعود بمنصب القائمقام على البلدة وبعدها أرسل الثوار قوة لمطاردة فلول الإنجليز حيث زحف الثوار بقيادة منصور الطرابلسي بمحاذاة نهر الفرات وقاموا بالاستيلاء على مدينة حديثة وآلوس من غير مقاومة وقد أستمر الثوار بالزحف نحو القرى والبلدت بدون أن تواجههم أي مقاومة حتى أن وصل إلى السهيلية بالقرب من بلدة هيت. حيث كان الإنجليز متحصنين فيها فتوقفت القوة عند ذلك عن الزحف.

## أسباب فشل ثورة 1920
إن فشل الثورة أمر لم يتفق على اسبابه المؤرخون، وفي الوقت الذي اتسع نطاق الثورة فشمل منطقة الفرات الأوسط بأجمعه، وقسم غير قليل من المحافظات الجنوبية والشمالية، بل ان الأضطرابات سرت إلى بغداد وباتت مهددة من الدخل والخارج بالعناصر الوطنية، فسحقت الثورة وفشلت ويمكن تلخيص الظروف والأسباب التي احاطت بهذا الفشل وحصرها بالأسباب التالية:
- قلة موارد الثورة.
- ندرة العتاد الحربي لدى الثوار.
- تفوق الجيش الأنكليزي.
- نشاط سلاح الجو البريطاني.
- امتداد زمن القتال.
- جهل الثوار بأسلوب الحرب النظامية.
- جهل الثوار بأسلوب حرب الغور.
- حصر الثورة في الفرات الأوسط.
- فقدان القيادة العامة.
- خيانة بعض البرجوازيين والأقطاعيين.
- قدوم برسي كوكس بالأماني.
- انقطاع الصلة بالعالم الخارجي.

## نتائج الثورة
من 6000 إلى 10,000 من العراقيين ونحو 500 من الجنود البريطانيين والهنود لقوا حتفهم خلال الثورة. وبلغت ساعات طيران ال (RAF) إلى 4008 ساعة، وأسقطت 97 طنا من القنابل وأطلقت 183861 طلقة وخسائر ال (RAF) كانت مقتل تسعة رجال، وأصيب سبعة و 11 طائرة دمرت وراء خطوط الثائرين.
وتسببت الثورة بتغيير جذري لنظرة المسؤولين البريطانيين ولإعادة النظر في استراتيجيتهم بالعراق. كلفت الثورة الحكومة البريطانية ما مقداره 40,000,000 باوند، والذي كان ضعف مبلغ الميزانية السنوية المخصصة للعراق، وعاملا كبيرا في إعادة النظر باستراتيجيتهم بالعراق. وكلفت الثورة أكثر من مجمل تكلفة الثورة العربية الكبرى (الممولة من المملكة المتحدة) ضد الدولة العثمانية في 1917م-1918م.
وقرر وزير المستعمرات الجديد، ونستون تشرشل أن هناك حاجة إلى إدارة جديدة في العراق وكذلك في المستعمرات البريطانية بالشرق الأوسط، ونادى لعقد مؤتمر موسع بالقاهرة. في آذار/مارس 1921م في مؤتمر القاهرة، ناقش المسؤولون البريطانيون مستقبل العراق. فأراد البريطانيون للسيطرة على العراق من خلال وسائل غير مباشرة، وذلك أساسا عن طريق تثبيت مسؤولين سابقين ذوو علاقة ودية بالحكومة البريطانية. وقرروا في نهاية المطاف إلى تثبيت فيصل بن الحسين ملكا على العراق.
وكان فيصل قد عمل مع البريطانيين قبلاً في الثورة العربية خلال الحرب العالمية الأولى، وكان يحظى بعلاقات جيدة مع بعض المسؤولين المهمين. واعتقد المسؤولون البريطانيون أيضا أن تنصيب فيصل ملكً من شأنه أن يمنعه من قتال الفرنسيين في سورية والإضرار بالعلاقات البريطانية-الفرنسية.
وللعراقيين فإن الثورة بمثابة العنصر التأسيسي لروح القومية العراقية، على الرغم من اختلاف العلماء بشأن هذا الموضوع. وأظهرت الثورة تعاوناً غير مسبوق بين المسلمين السنة والشيعة، وعلى الرغم من أن هذا التعاون لم يستمر لفترة أطول بعد نهاية الثورة.